# Weihnachtsbaum-Sternhaufen

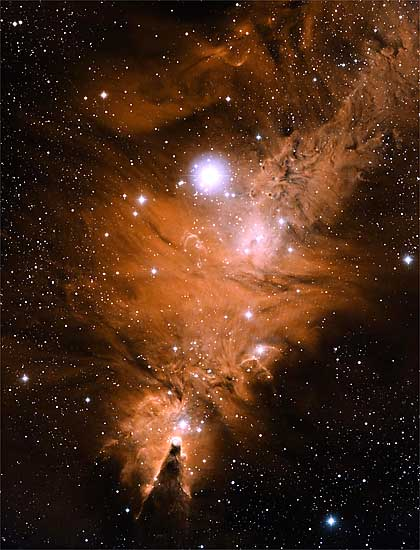
Spitzer – Conenebula

Der Weihnachtsbaum-Sternhaufen ist ein offener Sternhaufen in circa 2500 Lichtjahren Entfernung im Sternbild Einhorn mit einer scheinbaren Helligkeit von 3,9 mag.
Seinen Namen verdankt er der Tatsache, dass er im sichtbaren Licht einem Weihnachtsbaum ähnelt.

## Entdeckung
Wilhelm Herschel entdeckte den Sternhaufen am 18. Januar 1784 und gab ihm die Katalognummer H VIII.5.